# Sztandar Wolności (organizacja)
Sztandar Wolności – proradziecka konspiracyjna grupa lewicowych socjalistów powstała w sierpniu 1940 r. w wyniku rozłamu w grupie Barykada Wolności. Należeli do niej m.in. Andrzej Tuwim, Jerzy Walter, Ilia Genachow. Mieczysław Ferszt, Jerzy Gero-Rożniewicz, Jolanta Forelle, Bronisław Lik. W maju 1941 r. utworzyła Komitet Organizacyjny Rewolucyjnej Grupy Robotników. W czerwcu 1941 r. część grupy weszła w skład grupy „Młot i Sierp”, a reszta wróciła do Barykady Wolności. Organ prasowy "Sztandar Wolności".